# Світальськіт
Світальськіт (рос. свитальскит; англ. svitalskite; нім. Svitalskit) — мінерал, магніїсто-залізиста слюда.

## Загальний опис
Хімічна формула: KMg(Fe+)3 [(OH)2Si4O10. Домішки ZrO.
Склад у % (з р-ну Кривого Рогу): K2O — 8,26; Na2O — 0,64; MgO — 5,42; FeO — 3,19; CaO — 0,27; Al2O3 — 2,05; Fe2O3 — 19,18; TiO2 — 0,1; SiO2 — 56,2; H2O — 5,11.
Густина 3,08. Утворює дрібні лусочки. Колір яскраво-зелений. Утворюється при калієвому метасоматозі залізистих кварцитів. Розвивається по егірину та рибекіту. Знайдений у рибекіт-егіринових породах Криворізького рудного р-ну.
Названий за прізв. вітчизняного геолога М. Г. Світальського.